# Latin Unió
A Latin Unió (spanyolul Unión Latina, portugálul União Latina, franciául Union Latine, olaszul Unione latina, románul Uniunea Latină, katalánul Unió Llatina) az 1954-es Madridi Megegyezés nyomán létrehozott kormányközi szervezet volt, melynek célja az újlatin nyelvű népek identitásának ápolása és kulturális örökségük értékesítése és terjesztése volt.
2012-ben pénzügyi válság sújtotta a szervezetet, ezért minden funkcióját leállították, elbocsátották a személyzetet, és a titkárság átszervezését szorgalmazták.

## A szervezet jellege
A Latin Uniót 1954-ben alapították, de csak 1983 óta működött ténylegesen. Tagjainak száma, a Madridi Megegyezés ratifikálása útján vagy utólagos csatlakozás révén – megszűnéséig –, 12-ről 38-ra nőtt. Megszűnésekor csaknem az összes olyan országot csoportosította, amelyek a tagjai lehetnek. Ezek a következő, 1992-ben leszögezett követelményeknek legalább egyikét teljesítették:
- nyelvi követelmények:
  - újlatin hivatalos nyelv;
  - újlatin oktatási nyelv;
  - újlatin nyelv a mindennapi kommunikáció eszközeként és a tömegkommunikációban;
- nyelvi és kulturális követelmények:
  - számottevő újlatin nyelvű irodalom;
  - többségében újlatin nyelvű írott sajtó, úgy a példányszámot, mint a kiadványok számát illetően;
  - nagyarányú újlatin nyelvű televíziós adások;
  - nagyarányú újlatin nyelvű rádióadások;
- kulturális követelmények:
  - közvetlen vagy közvetett ókori római kulturális hagyaték, amelyhez a tagállamok hűségesek, és amelyet gyarapítanak, főleg a latin nyelv és az idegen újlatin nyelvek tanítása útján;
  - a társadalom szervezettsége, főleg a jogrendszer terén;
  - az alapvető szabadságjogok, az emberi jogok, a demokrácia, a tolerancia és a vallásszabadság általános elveinek tiszteletben tartása;

A Latin Unió eleinte Spanyolországra, Portugáliára, Latin-Amerikára és más volt spanyol és portugál gyarmatokra korlátozódott, de megszűnésekor a világ minden részén jelen volt. 36 állam volt a tagja és négy kormánynak (Argentínának, Mexikónak, a Szuverén Máltai Lovagrendnek és a Vatikánnak) volt megfigyelői státusza. Székhelye Párizsban volt. A Latin Unió költségvetését a tagországokra kirótt kötelező hozzájárulások táplálták.
A szervezet sokoldalú, minden tagállamot érintő projekteket fejlesztett ki, és képviseleti hálózattal rendelkezett húsz országban.
Az alábbi területeken tevékenykedett:
- a közös hagyaték értékállandóságának biztosítása, terjesztése és védelme, az alkotás és a kulturális cserék támogatása, a latinitás eszméjének fejlesztése és elmélyítése;
- az újlatin nyelvek (spanyol, portugál, francia, olasz, román és katalán) tanításának és tanulásának fellendítése jelenlétük biztosításával a oktatási rendszerek kínálatában és újító tananyagok kifejlesztésével;
- az újlatin nyelvek tudományos és technikai terminológiáinak gazdagítása, a tagországok közötti közreműködés fejlesztése a nyelvekkel kapcsolatos iparágak terén, az internetes hálózatok fejlődésének és használatának az elősegítése a latinitás keretén belül.

## Hivatalos nyelvek
A Latin Unió hivatalos nyelvei a spanyol, a francia, az olasz, a portugál, a román és a katalán voltak. Az első négyet használták munkanyelvként. Minden általános elterjedésű szöveget lefordíttottak erre a négy nyelvre, egyeseket románra is.

## Tagállamok
A Latin Unió négy földrészen volt jelen. Tagállamai a következők voltak:
| - Andorra - Angola - Bissau-Guinea - Bolívia - Brazília - Chile - Costa Rica - Dominikai Köztársaság | - Ecuador - Egyenlítői-Guinea - Elefántcsontpart - Franciaország - Fülöp-szigetek - Guatemala - Haiti - Honduras | - Kelet-Timor - Kolumbia - Kuba - Makaó - Moldova - Monaco - Mozambik - Nicaragua | - Olaszország - Panama - Paraguay - Peru - Portugália - Románia - San Marino | - Salvador - São Tomé és Príncipe - Spanyolország - Szenegál - Uruguay - Venezuela - Zöld-foki Köztársaság |

Az Unió négy, megfigyelő státusú országgal is rendelkezett:
- Argentína
- Máltai lovagrend
- Mexikó
- Vatikán

## Fordítás
- Ez a szócikk részben vagy egészben  az   Union latine című francia Wikipédia-szócikk ezen változatának fordításán alapul.  Az eredeti cikk szerkesztőit annak laptörténete sorolja fel. Ez a jelzés csupán a megfogalmazás eredetét és a szerzői jogokat jelzi, nem szolgál a cikkben szereplő információk forrásmegjelöléseként.